# ريتشارد هايز (مغني)
ريتشارد هايز (بالإنجليزية: Richard Hayes)‏ هو مغني أمريكي، ولد في 5 يناير 1930 في بروكلين في الولايات المتحدة، وتوفي في 10 مارس 2014 في لوس أنجلوس في الولايات المتحدة.

## وصلات خارجية
- ريتشارد هايز على موقع IMDb (الإنجليزية)
- ريتشارد هايز على موقع قاعدة بيانات برودواي على الإنترنت (الإنجليزية)